# 1977年ウィンブルドン選手権
1977年 ウィンブルドン選手権（1977ねんウィンブルドンせんしゅけん、The Championships, Wimbledon 1977 ）は、イギリス・ロンドン郊外にある「オールイングランド・ローンテニス・アンド・クローケー・クラブ」にて、1977年6月20日から7月2日にかけて開催された。

## 大会の流れ
- 男子シングルスは「128名」の選手による通常の7回戦制で行われた。シード選手は16名。
- 女子シングルスは「96名」の選手による7回戦制で行われ、32名の選手は「1回戦不戦勝」（抽選表では“Bye”と表示）があった。女子のシード選手は、この年まで12名であった。シード選手でも、1回戦から出場した人と、2回戦から登場した人がいる。2回戦から登場した選手が初戦敗退の場合は「2回戦＝初戦」と表記する。

## シード選手

### 男子シングルス
1. ジミー・コナーズ　（準優勝）
2. ビョルン・ボルグ　（優勝、大会2連覇）
3. ギリェルモ・ビラス　（3回戦）
4. ロスコー・タナー　（1回戦）
5. ブライアン・ゴットフリート　（2回戦）
6. イリ・ナスターゼ　（ベスト8）
7. ラウル・ラミレス　（2回戦）
8. ビタス・ゲルレイティス　（ベスト4）
9. ディック・ストックトン　（4回戦）
10. アドリアーノ・パナッタ　（2回戦）
11. スタン・スミス　（4回戦）
12. ヴォイチェフ・フィバク　（4回戦）
13. フィル・デント　（ベスト8）
14. マーク・コックス　（4回戦）
15. ボブ・ルッツ　（3回戦）
16. ハロルド・ソロモン　（1回戦）

### 女子シングルス
1. クリス・エバート　（ベスト4）
2. マルチナ・ナブラチロワ　（ベスト8）
3. バージニア・ウェード　（初優勝）
4. スー・バーカー　（ベスト4）
5. ビリー・ジーン・キング　（ベスト8）
6. ロージー・カザルス　（ベスト8）
7. ベティ・ストーブ　（準優勝）
8. ケリー・レイド　（ベスト8）
9. （大会開始前に棄権）
10. ミマ・ヤウソベッツ　（3回戦）
11. フランソワーズ・デュール　（3回戦）
12. キャシー・メイ　（4回戦）

## 大会経過

### 男子シングルス
準々決勝
- ジミー・コナーズ vs.  バイロン・バートラム　6-4, 3-6, 6-4, 6-2
- ジョン・マッケンロー vs.  フィル・デント　6-4, 8-9, 4-6, 6-3, 6-4
- ビタス・ゲルレイティス vs.  ビリー・マーティン　6-2, 8-9, 6-2, 6-2
- ビョルン・ボルグ vs.  イリ・ナスターゼ　6-0, 8-6, 6-3

準決勝
- ジミー・コナーズ vs.  ジョン・マッケンロー　6-3, 6-3, 4-6, 6-4
- ビョルン・ボルグ vs.  ビタス・ゲルレイティス　6-4, 3-6, 6-3, 3-6, 8-6

### 女子シングルス
準々決勝
- クリス・エバート vs.  ビリー・ジーン・キング　6-1, 6-2
- バージニア・ウェード vs.  ロージー・カザルス　7-5, 6-2
- スー・バーカー vs.  ケリー・レイド　6-3, 6-4
- ベティ・ストーブ vs.  マルチナ・ナブラチロワ　9-8, 3-6, 6-1

準決勝
- バージニア・ウェード vs.  クリス・エバート　6-2, 4-6, 6-1
- ベティ・ストーブ vs.  スー・バーカー　6-4, 2-6, 6-4

## 決勝戦の結果
男子シングルス
- ビョルン・ボルグ vs.  ジミー・コナーズ　3-6, 6-2, 6-1, 5-7, 6-4

女子シングルス
- バージニア・ウェード vs.  ベティ・ストーブ　4-6, 6-3, 6-1

男子ダブルス
- ロス・ケース＆ ジェフ・マスターズ vs.  ジョン・アレクサンダー＆ フィル・デント　6-3, 6-4, 3-6, 8-9, 6-4

女子ダブルス
- ヘレン・グーレイ・コーリー＆ ジョアン・ラッセル vs.  マルチナ・ナブラチロワ＆ ベティ・ストーブ　6-3, 6-3

混合ダブルス
- ボブ・ヒューイット＆ グリア・スティーブンス vs.  フルー・マクミラン＆ ベティ・ストーブ　3-6, 7-5, 6-4

## みどころ
- 女子シングルス優勝者のバージニア・ウェードは、現時点におけるイギリス人選手最後のウィンブルドン優勝者である。準優勝者のベティ・ストーブは、オランダ人女性として初のウィンブルドン女子シングルス決勝進出を果たしたが、史上初の偉業は成らなかった。ストーブはこの大会で、女子シングルス・女子ダブルス・混合ダブルスの3部門とも準優勝に終わった。
- 男子シングルスで、当時18歳のジョン・マッケンローが予選からベスト4に勝ち上がった。予選勝者のシングルス4強入りは、ウィンブルドン選手権史上初の快挙だった。マッケンローは先の全仏オープン混合ダブルスで、メアリー・カリロ（アメリカ）とペアを組んで優勝している。